# Ernst Emil Kurt von Reventlow
Ernst Emil Kurt Graf von Reventlow (* 18. November 1868 auf Wittenberg, heute Ortsteil von Martensrade; † 12. Januar 1933 ebenda) war ein Graf, Gutsherr auf Wittenberg, Klosterpropst zu Uetersen und Politiker.

## Leben
Er war Mitglied der einflussreichen holsteinisch-mecklenburgischen Adelsfamilie von Reventlow. Detlev Graf Reventlow war sein Bruder. Er wurde am 7. August 1912 als Nachfolger von Otto von Moltke zum Klosterpropst des Klosters Uetersen gewählt. In seiner Amtszeit trennte sich das Kloster 1913 von einem großen Teil des Grundbesitzes. Der Erlös floss in die Instandsetzungsarbeiten der heute denkmalgeschützten Konventualinnenhäuser, später sah er sich genötigt den gesamten klösterlichen Grundbesitz in Horst zu verkaufen, um das Propsteigebäudes zu erhalten und das Kloster vor dem finanziellen Ruin zu bewahren. Er schied 1920 aus dem Amt des Klosterpropsten aus, sein Nachfolger wurde Friedrich Eduard von Buchwaldt.